# Réméréville
Réméréville és un municipi francès situat al departament de Meurthe i Mosel·la i a la regió del Gran Est. L'any 2007 tenia 520 habitants.

## Demografia

### Població
El 2007 la població de fet de Réméréville era de 520 persones. Hi havia 179 famílies, de les quals 21 eren unipersonals (8 homes vivint sols i 13 dones vivint soles), 58 parelles sense fills, 96 parelles amb fills i 4 famílies monoparentals amb fills.
La població ha evolucionat segons el següent gràfic:
Habitants censats

### Habitatges
El 2007 hi havia 198 habitatges, 179 eren l'habitatge principal de la família, 4 eren segones residències i 16 estaven desocupats. 191 eren cases i 6 eren apartaments. Dels 179 habitatges principals, 153 estaven ocupats pels seus propietaris, 23 estaven llogats i ocupats pels llogaters i 2 estaven cedits a títol gratuït; 1 tenia una cambra, 3 en tenien dues, 11 en tenien tres, 22 en tenien quatre i 141 en tenien cinc o més. 144 habitatges disposaven pel capbaix d'una plaça de pàrquing. A 66 habitatges hi havia un automòbil i a 103 n'hi havia dos o més.

### Piràmide de població
La piràmide de població per edats i sexe el 2009 era:
| Homes | Edats   | Dones |
| ----- | ------- | ----- |
| 0     | 95 o +  | 0     |
| 0     | 90 a 94 | 4     |
| 0     | 85 a 89 | 4     |
| 0     | 80 a 84 | 0     |
| 4     | 75 a 79 | 8     |
| 8     | 70 a 74 | 8     |
| 16    | 65 a 69 | 16    |
| 4     | 60 a 64 | 4     |
| 0     | 55 a 59 | 8     |
| 12    | 50 a 54 | 8     |
| 12    | 45 a 49 | 12    |
| 24    | 40 a 44 | 24    |
| 16    | 35 a 39 | 16    |
| 12    | 30 a 34 | 8     |
| 16    | 25 a 29 | 16    |
| 28    | 20 a 24 | 8     |
| 32    | 15 a 19 | 12    |
| 28    | 10 a 14 | 12    |
| 12    | 5 a 9   | 12    |
| 8     | 0 a 4   | 0     |

## Economia
El 2007 la població en edat de treballar era de 335 persones, 253 eren actives i 82 eren inactives. De les 253 persones actives 236 estaven ocupades (133 homes i 103 dones) i 17 estaven aturades (4 homes i 13 dones). De les 82 persones inactives 16 estaven jubilades, 44 estaven estudiant i 22 estaven classificades com a «altres inactius».

### Ingressos
El 2009 a Réméréville hi havia 183 unitats fiscals que integraven 526,5 persones, la mediana anual d'ingressos fiscals per persona era de 19.805 €.

### Activitats econòmiques
Dels 21 establiments que hi havia el 2007, 1 era d'una empresa de fabricació de material elèctric, 2 d'empreses de fabricació d'altres productes industrials, 7 d'empreses de construcció, 3 d'empreses de comerç i reparació d'automòbils, 3 d'empreses de transport, 2 d'entitats de l'administració pública i 3 d'empreses classificades com a «altres activitats de serveis».
Dels 8 establiments de servei als particulars que hi havia el 2009, 2 eren tallers de reparació d'automòbils i de material agrícola, 3 fusteries, 1 lampisteria, 1 electricista i 1 perruqueria.
L'any 2000 a Réméréville hi havia 4 explotacions agrícoles que ocupaven un total de 640 hectàrees.

## Equipaments sanitaris i escolars
El 2009 hi havia una escola elemental integrada dins d'un grup escolar amb les comunes properes formant una escola dispersa.

## Poblacions més properes
El següent diagrama mostra les poblacions més properes.